# Dietmar Munier
Dietmar Munier (* 7. Februar 1954 in Hannover) ist ein deutscher Verleger rechtsextremer und geschichtsrevisionistischer Literatur.

## Leben
1969 trat Munier der Gemeinschaft Junges Ostpreußen (GJO), der Jugendorganisation der Landsmannschaft Ostpreußen, bei. 1971 schloss er sich den Jungen Nationaldemokraten (JN), der Jugendorganisation der Nationaldemokratischen Partei Deutschlands (NPD) an, ohne Mitglied dieser Partei zu werden. Dort war er Kreisvorsitzender im Kreis Grafschaft Bentheim (Niedersachsen) und stellvertretender Landesvorsitzender in Schleswig-Holstein. Ende der 1970er Jahre war er in führenden Funktionen beim Bund Heimattreuer Jugend (BHJ), einer rechtsextremen Jugendorganisation, tätig.
Dietmar Munier hat sechs Kinder und ist in zweiter Ehe mit Gerlind Munier (* 1. Oktober 1969 als Gerlind Mörig) verheiratet. Sie ist Mitinhaberin und -geschäftsführerin des Verlagskomplexes.

### Engagement für die Ansiedlung Russlanddeutscher im Kaliningrader Gebiet
1991 gründete Munier die Aktion Deutsches Königsberg und 1992 den Russlanddeutschen Kulturverein Trakehnen in Jasnaja Poljana (früher Trakehnen), der 1993 in den Schulverein zur Förderung der Rußlanddeutschen in Ostpreußen e. V. mit Sitz in Husum überführt wurde. Ziel dieser Vereine und Verbände sowie auch der 1993 gegründeten Gesellschaft für Siedlungsförderung in Trakehnen m.b.H. (GST) ist es, Häuser und Grundstücke im einstigen Ostpreußen für eine „deutsche Wiederbesiedlung“ der ehemaligen deutschen Ostgebiete zu erwerben, um so „durch Ansiedlung Rußlanddeutscher in Nordostpreußen neue Fakten für eine deutsche Perspektive unserer Ostprovinz zu schaffen“.
Die GST baute nach eigenen Angaben seit 1993 zwei Dörfer für Russlanddeutsche in Jasnaja Poljana und Szirgupönen (1938 bis 1946: Amtshagen, ab 1946: Dalneje, heute nicht mehr existent). Der Schulverein betreibt dort eine Schule, in der die Kinder neben der deutschen Sprache nationalsozialistisches Gedankengut erwerben. Dort unterrichteten unter anderem:
- Richard Edmonds, Gründungsmitglied der rechtsextremen British National Party (BNP)
- Herbert Fritz, Autor bei der Nationalzeitung und Referent der den Nationalsozialismus rechtfertigenden Arbeitsgemeinschaft für demokratische Politik (AfP)
- Götz Eberbach, Referent der Hilfsgemeinschaft auf Gegenseitigkeit der Soldaten der ehemaligen Waffen-SS (HIAG)

Von russischer Seite werden Muniers Aktivitäten eher kritisch bewertet, 1996 erließen die russischen Behörden ein Einreiseverbot gegen Munier.

### Verlagstätigkeit
1973 gründete Munier in Kiel einen Buchladen mit dem Namen „Nordwind“. Während seines Wehrdienstes untervermietete er das Geschäftslokal an den Holocaustleugner und Verleger Thies Christophersen, kündigte diesen Vertrag aber wegen Differenzen über die inhaltliche Ausrichtung des Sortiments nach einigen Monaten wieder und firmierte seitdem unter der Bezeichnung „Sturmwind“-Buchladen. Mit wechselnden Adressen wegen wiederholter Kündigungen betrieb er unter den Bezeichnungen „Rathaus-Buchhandlung“ und „Buchhandlung am Dreiecksplatz“ bis 1993 Buchhandlungen in Kiel. Heute ist Dietmar Munier Geschäftsführer und Mitinhaber der Lesen & Schenken Verlagsauslieferung und Versandgesellschaft mbH mit Sitz im schleswig-holsteinischen Martensrade, zu der unter anderem die Verlage ARNDT, Orion-Heimreiter, Bonus und Pour le Mérite gehören. Die Verlagsgruppe veröffentlicht jährlich etwa 50 Bücher, Kalender, Poster, CDs und DVDs.
Der Arndt Verlag mit angeschlossenen Zweigniederlassungen zählt nach Einschätzung der schleswig-holsteinischen Verfassungsschutzbehörde und der Bundesregierung zu den bekanntesten Verlagen des rechtsextremistischen Spektrums. Im Verfassungsschutzbericht 2000 wurde festgestellt, dass Munier „seit Jahrzehnten einen festen Platz im rechtsextremistischen Verlagsbereich inne“ hat.
Der thematische Schwerpunkt der Veröffentlichungen liegt im Bereich der Zeitgeschichte und der Politik. Zu den hier verlegten oder vertriebenen Werken gehören sowohl geschichtsrevisionistische Schriften wie beispielsweise von Günter Deckert, Franz W. Seidler, Viktor Suworow, James Bacque, David Irving, fremdenfeindliche Pamphlete von Carl-Friedrich Berg als auch pseudowissenschaftliche Arbeiten von Helmut Schröcke und Nachdrucke einschlägiger Schriften aus der Zeit des Nationalsozialismus wie die des Dichters Erwin Guido Kolbenheyer. Im Verlag Pour le Mérite mit Sitz im schleswig-holsteinischen Martensrade erscheinen insbesondere Werke wie Franz W. Seidlers Verbrechen an der Wehrmacht. Kriegsgreuel der Roten Armee 1941/42 und weitere geschichtsrevisionistische Schriften, in denen die deutsche Kriegsschuld und Kriegsverbrechen der Wehrmacht bestritten werden. Breiten Raum nehmen auch revanchistische Schriften sowie Bücher über Flucht und Vertreibung aus Ostpreußen, Pommern, Schlesien und dem Sudetenland ein. Die Autoren sind hier unter anderen Heinz Schön, Hugo Wellems, Bolko Frhr. von Richthofen. Politische Bücher befassen sich mit Themen wie „Kulturverfall“, „Überfremdung“ und „Entnationalisierung“ und stammen unter anderem aus der Feder von Gustav Sichelschmidt, Dietrich Schuler und Paul Stahlhofen.
1996 erschien im Arndt-Verlag ein Buch mit dem Titel „Dokumente polnischer Grausamkeiten“, für das in verschiedenen Vertriebenenzeitungen, so z. B. in Der Schlesier, geworben wurde. Im Anzeigentext heißt es dazu: „Diese Dokumentation aus amtlichen Quellen (Auf Wunsch des Auswärtigen Amtes: ‚Nachdruck aus dem Jahr 1940‘) belegt die grenzenlosen Quälereien, denen Deutsche zwischen 1919 und 1939 unter polnischer Gewalt ausgesetzt waren, sei es in Posen und Westpreußen, in Oberschlesien oder Zentralpolen. Die entsetzlichsten Exzesse spielten sich jedoch im August/September 1939 ab und sind als ‚Bromberger Blutsonntag‘ in die Geschichte eingegangen.“ Der Untertitel des Buchs lautete: „Im Auftrage des Auswärtigen Amtes aufgrund urkundlichen Beweismaterials herausgegeben“. Dadurch konnte nach Meinung des Auswärtigen Amtes der Eindruck entstehen, es würde sich bei dem Herausgeber der Dokumentensammlung um das derzeitige Auswärtige Amt unter dem damaligen Bundesminister Klaus Kinkel handeln. Einen vom Auswärtigen Amt angestrengten Prozess gegen den Arndt-Verlag auf Unterlassung der Nennung des Untertitels gewann das Amt, einen weiteren, in dem es die Urheberrechte für den Text des Buches beanspruchte, verlor es.
Der Orion-Heimreiter-Verlag wurde Ende 1983 von Munier gegründet. Er übernahm einige Titelrechte des gleichnamigen, erloschenen Verlags, der in den 1950er Jahren gegründet und vom sudetendeutschen Schriftsteller und NS-Funktionär Ernst Frank geleitet worden war.
2003 übernahm der Verlag die bereits seit 1995 existierende Deutsche Militärzeitschrift (DMZ). Diese beschäftigt sich auf den ersten Blick vor allem mit Militäreinheiten, aktuellen wehrtechnischen Entwicklungen sowie dem Zweiten Weltkrieg. Sie enthält keine deutlich erkennbare rechtsextremistische Agitation, verbreitet aber verharmlosende Artikel über die deutschen Streitkräfte des Zweiten Weltkriegs. Dadurch schreckt sie demokratisch eingestellte Leser nicht automatisch ab und findet Verbreitung auch unter nicht rechtsextremistisch eingestellten Personen mit militärischem Hintergrund. Langjähriger Chefredakteur der DMZ war der ehemalige Autor der Jungen Freiheit Manuel Ochsenreiter. Da dieser ab März 2011 Chefredakteur des ebenfalls von Dietmar Munier herausgegebenen Monatsmagazins Zuerst! war, löste ihn laut Mitteilung der DMZ Guido Kraus als Chefredakteur der DMZ ab. Ochsenreiter blieb weiterhin Redakteur der Zeitschrift. Seit Mitte 2012 gibt es den Ableger DMZ-Zeitgeschichte.
2009 kaufte Munier die seit 1951 existierende, nicht an Kiosken erhältliche Monatszeitschrift Nation und Europa, die seit 1990 Nation Europa hieß. Er nutzte den Abonnentenstamm für den Start des neuen Monatsmagazins Zuerst!, das seit 18. Dezember 2009 monatlich an Kiosken erhältlich ist. Nachdem zunächst Günther Deschner als Chefredakteur fungierte, hatte diese Aufgabe von März 2011 bis zu seinem Tod am 18. August 2021 Manuel Ochsenreiter übernommen.
Nach dem Tod von Hans Joachim Ilgner, dem letzten Verleger der seit 1948 erscheinenden Wochenzeitung Der Schlesier, wurde diese von Muniers Lesen & Schenken-Verlag übernommen, ausgebaut und erscheint seit März 2011 in neuem Layout auch an Kiosken. Außerdem gibt es nun einen Facebook-Auftritt.
Im Januar 2013 scheiterte der Verlag mit einer Klage vor dem Bundesgerichtshof gegen die Kündigung seines Girokontos durch die Commerzbank.
Im Juni 2013 entschied das Schleswig-Holsteinische Verwaltungsgericht in einem Eilverfahren, dass Lesen & Schenken vorläufig nicht mehr namentlich im schleswig-holsteinischen Verfassungsschutzbericht von 2012 als „Verdachtsfall“ genannt werden darf.
Der Freiwillige, die Zweimonatszeitschrift von Waffen-SS-Angehörigen, ging 2014 im dreimonatlich erscheinenden Munier-Magazin DMZ Zeitgeschichte auf.